# Conchita Martínez
Inmaculada Concepción Martínez Bernat, detta Conchita (Monzón, 16 aprile 1972), è un'allenatrice di tennis ed ex tennista spagnola.
Vincitrice di 33 titoli WTA, è stata la prima tennista spagnola a vincere il titolo del singolare femminile al Torneo di Wimbledon, battendo in finale nel 1994 Martina Navrátilová. L'anno seguente raggiunse il suo best ranking al secondo posto della classifica mondiale.

## Biografia
Ha vinto trentatré titoli in singolare (tra cui quattro edizioni consecutive degli Internazionali d'Italia, dal 1993 al 1996) e tredici nel doppio femminile, ha raggiunto la top-10 mondiale in entrambe le specialità arrivando fino alla seconda posizione mondiale in singolare e alla settima nel doppio.
Negli Slam ha giocato tre finali nel singolare, la prima vinta a Wimbledon 1994 mentre è uscita sconfitta dalle due successive, agli Australian Open 1998 contro Martina Hingis e all'Open di Francia 2000 con Mary Pierce. Ha giocato due finali Slam anche nel doppio femminile, agli Open di Francia 1992 e 2001, non riuscendo tuttavia a conquistare il titolo.
Ha conquistato tre medaglie olimpiche nel doppio femminile, due d'argento e una di bronzo. Inoltre ha rappresentato la propria nazione in Fed Cup giocando complessivamente novantuno match con la squadra spagnola di Fed Cup con sessantotto vittorie e riuscendo a conquistare il titolo per cinque volte.
Dopo il ritiro ha intrapreso la carriera da allenatrice e dal 2013 fino al 2016 è stata capitano della squadra spagnola di Fed Cup. È stata l'allenatrice di Garbiñe Muguruza nel 2020.
Attualmente allena Mirra Andreeva. 

## Statistiche

### Singolare

#### Vittorie (33)
| Legenda                   |
| ------------------------- |
| Grande Slam (1)           |
| WTA Tour Championship (0) |
| Tier I (9)                |
| Tier II (7)               |
| Tier III (5)              |
| Tier IV e V (11)          |

| No. | Data              | Torneo                                            | Superficie  | Avversaria in finale      | Punteggio     |
| 1.  | 8 agosto 1988     | Vitosha New Otani Open, Sofia                     | Cemento (i) | Barbara Paulus            | 6–1, 6–2      |
| 2.  | 6 febbraio 1989   | Wellington Classic, Wellington                    | Cemento     | Jo-Anne Faull             | 6–1, 6–2      |
| 3.  | 17 aprile 1989    | Eckerd Tennis Open, Tampa                         | Terra rossa | Gabriela Sabatini         | 6–3, 6–2      |
| 4.  | 11 settembre 1989 | Virginia Slims of Arizona, Phoenix                | Cemento     | Elise Burgin              | 3–6, 6–4, 6–2 |
| 5.  | 17 settembre 1990 | Clarins Open, Parigi                              | Terra rossa | Patricia Tarabini         | 7–5, 6–3      |
| 6.  | 15 ottobre 1990   | Virginia Slims of Arizona, Phoenix                | Cemento     | Marianne Werdel           | 7–5, 6–1      |
| 7.  | 5 novembre 1990   | Virginia Slims of Indianapolis, Indianapolis      | Cemento (i) | Leila Meskhi              | 6–4, 6–2      |
| 8.  | 22 aprile 1991    | Barcelona Ladies Open, Barcellona                 | Terra rossa | Manuela Maleeva-Fragniere | 6–4, 6–1      |
| 9.  | 15 luglio 1991    | WTA Austrian Open, Kitzbühel                      | Terra rossa | Judith Wiesner            | 6–1, 2–6, 6–3 |
| 10. | 16 settembre 1991 | Clarins Open, Parigi                              | Terra rossa | Inés Gorrochategui        | 6–0, 6–3      |
| 11. | 6 luglio 1992     | WTA Austrian Open, Kitzbühel                      | Terra rossa | Manuela Maleeva-Fragniere | 6–0, 3–6, 6–2 |
| 12. | 4 gennaio 1993    | Danone Hardcourt Championships, Brisbane          | Cemento     | Magdalena Maleeva         | 6–3, 6–4      |
| 13. | 22 marzo 1993     | Virginia Slims of Houston, Houston                | Terra rossa | Sabine Hack               | 6–3, 6–2      |
| 14. | 3 maggio 1993     | Internazionali BNL d'Italia, Roma                 | Terra rossa | Gabriela Sabatini         | 7–5, 6–1      |
| 15. | 26 luglio 1993    | Pilot Pen Tennis, Stratton Mountain               | Cemento     | Zina Garrison             | 6–3, 6–2      |
| 16. | 8 novembre 1993   | Advanta Championships of Philadelphia, Filadelfia | Sintetico   | Steffi Graf               | 6–3, 6–3      |
| 17. | 28 marzo 1994     | Family Circle Cup, Hilton Head                    | Terra verde | Nataša Zvereva            | 6–4, 6–0      |
| 18. | 2 maggio 1994     | Internazionali BNL d'Italia, Roma                 | Terra rossa | Martina Navrátilová       | 7–6(5), 6–4   |
| 19. | 20 giugno 1994    | Torneo di Wimbledon, Londra                       | Erba        | Martina Navrátilová       | 6–4, 3–6, 6–3 |
| 20. | 31 luglio 1994    | Pilot Pen Tennis, Stratton Mountain               | Cemento     | Arantxa Sánchez Vicario   | 4–6, 6–3, 6–4 |
| 21. | 27 marzo 1995     | Family Circle Cup, Hilton Head                    | Terra rossa | Magdalena Maleeva         | 6–1, 6–1      |
| 22. | 3 aprile 1995     | MPS Group Championships, Amelia Island            | Terra verde | Gabriela Sabatini         | 6–1, 6–4      |
| 23. | 1º maggio 1995    | Betty Barclay Cup, Amburgo                        | Terra rossa | Martina Hingis            | 6–1, 6–0      |
| 24. | 8 maggio 1995     | Internazionali BNL d'Italia, Roma                 | Terra rossa | Arantxa Sánchez Vicario   | 6–3, 6–1      |
| 25. | 31 luglio 1995    | San Diego Open, San Diego                         | Cemento     | Lisa Raymond              | 6–2, 6–0      |
| 26. | 7 agosto 1995     | LA Women's Tennis Championships, Manhattan Beach  | Cemento     | Chanda Rubin              | 4–6, 6–1, 6–3 |
| 27. | 6 maggio 1996     | Internazionali BNL d'Italia, Roma                 | Terra rossa | Martina Hingis            | 6–2, 6–3      |
| 28. | 28 ottobre 1996   | Kremlin Cup, Mosca                                | Sintetico   | Barbara Paulus            | 6–1, 4–6, 6–4 |
| 29. | 11 maggio 1998    | WTA German Open, Berlino                          | Terra rossa | Amélie Mauresmo           | 6–4, 6–4      |
| 30. | 13 luglio 1998    | Warsaw Open, Varsavia                             | Terra rossa | Silvia Farina Elia        | 6–0, 6–3      |
| 31. | 12 luglio 1999    | Orange Warsaw Open, Sopot                         | Terra rossa | Karina Habšudová          | 6–1, 6–1      |
| 32. | 8 maggio 2000     | WTA German Open, Berlino                          | Terra rossa | Amanda Coetzer            | 6–0, 6–3      |
| 33. | 31 gennaio 2005   | PTT Pattaya Open, Pattaya                         | Cemento     | Anna-Lena Grönefeld       | 6–3, 3–6, 6–3 |

#### Finali perse (22)
| Legenda                   |
| ------------------------- |
| Grande Slam (2)           |
| WTA Tour Championship (0) |
| Tier I (4)                |
| Tier II (10)              |
| Tier III (4)              |
| Tier IV e V (2)           |

| No. | Data              | Torneo                                     | Superficie  | Avversaria in finale      | Punteggio         |
| 1.  | 28 maggio 1989    | WTA Swiss Open, Ginevra                    | Terra rossa | Manuela Maleeva-Fragniere | 6–4, 6–0          |
| 2.  | 22 ottobre 1989   | WTA Bayonne, Bayonne                       | Cemento (i) | Katerina Maleeva          | 6–2, 6–2          |
| 3.  | 1º marzo 1992     | Pacific Life Open, Indian Wells            | Cemento     | Monica Seles              | 6–3, 6–1          |
| 4.  | 8 marzo 1992      | Virginia Slims of Florida, Boca Raton      | Cemento     | Steffi Graf               | 3–6, 6–2, 6–0     |
| 5.  | 30 marzo 1992     | Family Circle Cup, Hilton Head             | Terra verde | Gabriela Sabatini         | 6–1, 6–4          |
| 6.  | 24 agosto 1992    | Southern California Open, San Diego        | Cemento     | Jennifer Capriati         | 6–3, 6–2          |
| 7.  | 28 febbraio 1993  | Generali Ladies Linz, Linz                 | Sintetico   | Manuela Maleeva-Fragniere | 6–2, 1–0 ritirata |
| 8.  | 19 aprile 1993    | Barcelona Ladies Open, Barcellona          | Terra rossa | Arantxa Sánchez Vicario   | 6–1, 6–4          |
| 9.  | 31 ottobre 1993   | Faber Grand Prix, Essen                    | Sintetico   | Natalija Medvedjeva       | 6(4)–7, 7–5, 6–4  |
| 10. | 12 marzo 1995     | Virginia Slims of Florida, Delray Beach    | Cemento     | Steffi Graf               | 6–2, 6–4          |
| 11. | 16 marzo 1996     | Indian Wells Masters, Indian Wells         | Cemento     | Steffi Graf               | 7–6(5), 7–6(5)    |
| 12. | 29 aprile 1996    | Betty Barclay Cup, Amburgo                 | Terra rossa | Arantxa Sánchez Vicario   | 4–6, 7–6(4), 6–0  |
| 13. | 11 maggio 1997    | Internazionali BNL d'Italia, Roma          | Terra rossa | Mary Pierce               | 6–4, 6–0          |
| 14. | 27 luglio 1997    | Bank of the West Classic, Stanford         | Cemento     | Martina Hingis            | 6–0, 6–2          |
| 15. | 31 gennaio 1998   | Australian Open, Melbourne                 | Cemento     | Martina Hingis            | 6–3, 6–3          |
| 16. | 12 aprile 1998    | MPS Group Championships, Amelia Island     | Terra verde | Mary Pierce               | 6(8)–7, 6–0, 6–2  |
| 17. | 3 gennaio 2000    | Brisbane International, Gold Coast         | Cemento     | Silvija Talaja            | 6–0, 0–6, 6–4     |
| 18. | 16 aprile 2000    | Bausch & Lomb Championships, Amelia Island | Terra verde | Monica Seles              | 6–3, 6–2          |
| 19. | 10 giugno 2000    | Open di Francia, Parigi                    | Terra rossa | Mary Pierce               | 6–2, 7–5          |
| 20. | 29 settembre 2002 | Commonwealth Bank Tennis Classic, Bali     | Cemento     | Svetlana Kuznecova        | 3–6, 7–6(5), 7–5  |
| 21. | 21 giugno 2003    | Eastbourne International, Eastbourne       | Erba        | Chanda Rubin              | 6–4, 3–6, 6–4     |
| 22. | 12 aprile 2004    | Family Circle Cup, Charleston              | Terra verde | Venus Williams            | 2–6, 6–2, 6–1     |

### Risultati in progressione
| Sigla | Risultato               |
| ----- | ----------------------- |
| V     | Vincitore               |
| F     | Finalista               |
| SF    | Semifinalista           |
| O     | Oro olimpico            |
| A     | Argento olimpico        |
| SF    | Bronzo olimpico         |
| QF    | Quarti di Finale        |
| 4T    | Quarto turno            |
| 3T    | Terzo turno             |
| 2T    | Secondo turno           |
| 1T    | Primo turno             |
| RR    | Round Robin             |
| LQ    | Turno di qualificazione |
| A     | Assente                 |
| ND    | Non disputato           |

| Legenda superfici    |
| -------------------- |
| Cemento              |
| Terra battuta        |
| Erba                 |
| Superficie variabile |

#### Singolare nei tornei del Grande Slam
| Torneo          | 1988 | 1989 | 1990 | 1991 | 1992 | 1993 | 1994 | 1995 | 1996 | 1997 | 1998 | 1999 | 2000 | 2001 | 2002 | 2003 | 2004 | 2005 | 2006 |
| --------------- | ---- | ---- | ---- | ---- | ---- | ---- | ---- | ---- | ---- | ---- | ---- | ---- | ---- | ---- | ---- | ---- | ---- | ---- | ---- |
| Australian Open | A    | 2T   | A    | A    | 4T   | 4T   | QF   | SF   | QF   | 4T   | F    | 3T   | SF   | 2T   | 2T   | 1T   | 1T   | 1T   | A    |
| Open di Francia | 4T   | QF   | QF   | QF   | QF   | QF   | SF   | SF   | SF   | 4T   | 4T   | QF   | F    | 3T   | 2T   | QF   | 1T   | 1T   | A    |
| Wimbledon       | A    | A    | A    | A    | 2T   | SF   | V    | SF   | 4T   | 3T   | 3T   | 3T   | 2T   | QF   | 3T   | 3T   | 1T   | 3T   | A    |
| US Open         | 1T   | 4T   | 3T   | QF   | 1T   | 4T   | 3T   | SF   | SF   | 3T   | 4T   | 4T   | 3T   | A    | 1T   | 2T   | 1T   | 1T   | A    |

#### Doppio nei tornei del Grande Slam
| Torneo          | 1988 | 1989 | 1990 | 1991 | 1992 | 1993 | 1994 | 1995 | 1996 | 1997 | 1998 | 1999 | 2000 | 2001 | 2002 | 2003 | 2004 | 2005 | 2006 |
| --------------- | ---- | ---- | ---- | ---- | ---- | ---- | ---- | ---- | ---- | ---- | ---- | ---- | ---- | ---- | ---- | ---- | ---- | ---- | ---- |
| Australian Open | A    | A    | A    | A    | A    | QF   | 3T   | 3T   | 3T   | QF   | SF   | 1T   | 2T   | 1T   | SF   | 3T   | 3T   | 1T   | A    |
| Open di Francia | A    | A    | 3T   | A    | F    | QF   | 1T   | 3T   | 3T   | QF   | QF   | 3T   | 1T   | F    | 1T   | 1T   | QF   | 3T   | A    |
| Wimbledon       | A    | A    | A    | A    | 2T   | A    | 1T   | QF   | 3T   | 1T   | 1T   | 2T   | 2T   | 3T   | 3T   | QF   | 3T   | 3T   | A    |
| US Open         | A    | 1T   | A    | 2T   | 3T   | A    | 3T   | QF   | 3T   | QF   | 1T   | 3T   | 1T   | 1T   | 2T   | 1T   | QF   | SF   | A    |

#### Doppio misto nei tornei del Grande Slam
| Torneo          | 1988 | 1989 | 1990 | 1991 | 1992 | 1993 | 1994 | 1995 | 1996 | 1997 | 1998 | 1999 | 2000 | 2001 | 2002 | 2003 | 2004 | 2005 | 2006 |
| --------------- | ---- | ---- | ---- | ---- | ---- | ---- | ---- | ---- | ---- | ---- | ---- | ---- | ---- | ---- | ---- | ---- | ---- | ---- | ---- |
| Australian Open | A    | A    | A    | A    | A    | QF   | A    | A    | A    | A    | A    | A    | A    | A    | A    | A    | A    | SF   | A    |
| Open di Francia | A    | A    | A    | A    | A    | A    | A    | A    | A    | A    | A    | A    | A    | A    | A    | A    | A    | 1T   | A    |
| Wimbledon       | A    | A    | A    | A    | A    | A    | A    | A    | A    | A    | A    | A    | A    | A    | A    | A    | A    | 3T   | A    |
| US Open         | A    | A    | A    | A    | A    | SF   | A    | A    | A    | A    | A    | A    | A    | A    | A    | A    | 1T   | A    | A    |

## Vita privata
Negli anni Novanta ha fatto coming out dichiarandosi omosessuale.